# Роб-Би-Гуд
«Роб-Би-Гуд» (кит. трад. 寶貝計劃, упр. 宝贝计划, пиньинь bǎobèi jìhuà; англ. Rob-B-Hood) — комедийный боевик 2006 года от режиссёра Бенни Чана. Премьера фильма состоялась 8 сентября 2006 года, в России — 13 сентября 2007 года. В российском прокате также известен под названиями «Робин Гуд», «Младенец на 30 000 000» («Младенец на тридцать миллионов»), «Сокровище в пелёнках».

## Сюжет
Фильм повествует о трёх ворах-неудачниках. Плеть, постоянно разоряющийся на всевозможных азартных играх. Осьминог, тратящий все свои деньги на ухаживания за богатенькими дамами в надежде жениться на них, хотя в действительности он уже имеет супругу. И их начальник и наставник Хозяин, который собирался отойти от дел, пока его самого не обкрадывают на все сбережения. Неудивительно, что они готовы воровать всё, что подвернётся, будь то лекарства или акульи плавники. Они даже похищают младенца, ведь за это им заплатят 30 000 000 гонконгских долларов (≈3 800 000 $). Скрываясь от полиции, они попадают в аварию. И Хозяина арестовывают за неосторожное вождение. А так как он единственный, кто знал заказчика, Плети и Осьминогу приходится две недели заботиться о малыше. За это время он становится им больше, чем источник дохода.

## В ролях
| Актёр     | Роль               |
| --------- | ------------------ |
| Джеки Чан | Плеть (Thongs)     |
| Луис Ку   | Осьминог (Octopus) |
| Майкл Хёй | Хозяин (Landlord)  |

## Сборы
- в мире: $ 21 715 909 (из них в России $ 11 300 000)